# Rostislav Krotký
Rostislav Krotký, né le 19 octobre 1976, est un coureur cycliste tchèque.

## Biographie
Rostislav Krotký commence sa carrière en 2005 chez l'équipe continentale tchèque Elmarco KK Cube Dukla Liberec. L'année suivante, il rejoint l'AC Sparta Praha. Au cours de la saison 2008, il remporte le classement général de la course Košice - Tatry - Košice sans gagner d'étape. En outre, il termine troisième du Grand Prix Bradlo et s'impose lors de la deuxième étape du Tour de Szeklerland en Roumanie.
Il met un terme à sa carrière cycliste à l'issue de la saison 2021. 

## Palmarès
- 2008
  - 2e étape du Tour de Szeklerland
  - 3e du Tour de Vysočina
  - 3e du Grand Prix Bradlo

## Classements mondiaux
| Année           | 2008 | 2009 | 2010 | 2011 |
| --------------- | ---- | ---- | ---- | ---- |
| UCI Asia Tour   |      |      | 301e |      |
| UCI Europe Tour | 496e | 839e |      | 887e |